# 二丁目路地裏探偵奇譚
『二丁目路地裏探偵奇譚』（にちょうめろじうらたんていきたん）は、コバヤシテツヤによる漫画作品。2007年1月号から2010年7月号まで『まんがタイムきらら』で連載された。

## 概要
探偵事務所を中心に起こる日常を描いた4コマギャグ漫画。コメディのほか、2巻以降はラブコメ的な要素も描かれる。吸血鬼や人造人間などが登場する非日常的な設定だが、それらの設定は周りの人物からネタにされる形で触れられるのみであることが多い。また、探偵事務所を舞台とするが、稀に来る仕事でも探偵業とは関係が無いことが多い。紹介サイトでは「非本格探偵4コマ」と紹介される。登場人物のアリスとショコラは作者サイトの看板娘でもある。

## 登場人物
アリス
自称吸血鬼の少女。目つきが悪い。連載誌のハシラにある登場人物紹介では本作のヒロインとされている。吸血鬼の弱点である日光や十字架、ニンニクが平気だが、本人曰く「苦手というのは人間の思い込み」らしい。作中で血を吸うようなシーンが描かれたことはなく、生活スタイルがまったく普通の人間と変わらない上、特殊な能力を使ったような描写も皆無なため、本当に「吸血鬼を自称している少女」となっている。ショコラは彼女を「吸血鬼と思い込んでいるただの女の子」と捕らえている節もある。
「ご主人様」にベタ惚れしており、ご主人様の捜索のために探偵事務所を訪れたことでショコラと知り合った。性格はひたすら明るい。
鎌神ショコラ
探偵事務所の助手の少女。助手でありながら、探偵である所長よりも有能。ボーイッシュな体型のためか、よく男の子と間違われる（所長と初めて出会った時も少年扱いされていた）。連載誌のハシラにある登場人物紹介では本作のヒーローとされている。他者に対しては丁寧口調で会話するものの、その内容はキツいもののことが多い。
ご主人様
アリスのご主人様。神父。ポエムめいたセリフを話すことがあるが、アリス以外の人物からはあまり理解されない。
所長
探偵事務所の所長。いわゆるダメ人間で色んな所で借金や付けが溜まっている。
エミリア
通称「エミリー」。ショコラが拾ってきた棺桶に入っていた人造人間。口下手なため、エドス（通称「エド」）という袖を通して腹話術（本人曰く服話術）で話す。エドで話す時は、かなりドスの効いた口調に変わる。なお、顔にあるツギハギはシールで取り外しが可能。刷り込み現象でショコラに懐き探偵事務所に住む事になった。掃除中に助けられた事が原因で所長の事が気になっている様子。
ガーネット
吸血鬼であるアリスを狙って教会から送り込まれた刺客。常にシスター服を着ており、銀の弾丸を込めた拳銃を武器とする。ただし、射撃の腕は劣悪。真面目な性格で融通が利かない。アリスの脳天気な性格や「ご主人様」への過激な愛情がガーネットには破廉恥なものと感じられるらしく、吸血鬼であること抜きにしても喧嘩になることも多い。逆にエミリーとは相性が良く親友になっている。現在は探偵事務所の屋上にテントを張って居候中。
ヴァニラ
ショコラの姉。教会のシスターでガーネットの先輩にあたる。ガーネットを日本に送り込んだ張本人。
性格はかなりの天然ボケで、大抵のことに動じない。妹のショコラに対してとてつもなく過保護なため、逆にショコラからは避けられている。ガーネットの様子を見るために来日し、現在は探偵事務所のあるビルに住んでいる。

## 単行本
1. 2007年10月27日 ISBN 978-4-8322-7660-4
2. 2008年11月27日 ISBN 978-4-8322-7755-7
3. 2009年8月27日 ISBN 978-4-8322-7836-3
4. 2010年7月27日 ISBN 978-4-8322-7924-7